# Odocoileus hemionus

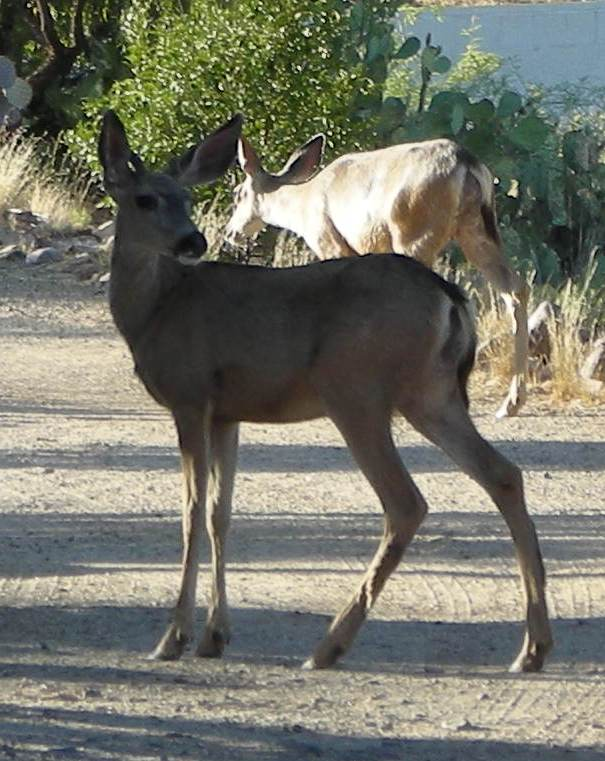
Ciervo mulo en Tucsón, Arizona.

El venado mulo o ciervo mulo (Odocoileus hemionus) es una especie de mamífero artiodáctilo de la familia Cervidae. Es propio de América del Norte, encontrándose en Canadá, Estados Unidos y México, así como en Argentina, donde ha sido introducido. Debe su nombre a sus largas orejas, parecidas a las de una mula. Su pariente más próximo es el ciervo de cola blanca (Odocoileus virginianus). Las dos especies comparten a menudo hábitats naturales, y se pueden confundir uno con el otro. Las diferencias más específicas entre los dos son el color de sus colas, y sus cornamentas. La cola del ciervo mulo es negra inclinada. Las cornamentas de los ciervos mulo se bifurcan mientras que crecen ampliándose más bien hacia adelante. Cada año las cornamentas del ciervo mulo comienzan a crecer partir de mediados de enero hasta mediados de abril. Las cornamentas del venado mulo también tienden a crecer algo más grandes que las del venado de cola blanca, particularmente en climas fríos, y tienen orejas algo más prominentes.

## Subespecies
Se reconocen las siguientes subespecies:
- Odocoileus hemionus hemionus
- Odocoileus hemionus californicus
- Odocoileus hemionus cerrosensis
- Odocoileus hemionus columbianus
- Odocoileus hemionus eremicus
- Odocoileus hemionus fuliginatus
- Odocoileus hemionus inyoensis
- Odocoileus hemionus peninsulae
- Odocoileus hemionus sheldoni
- Odocoileus hemionus sitkensis

## Descripción
Es de mayor tamaño y más robusto que el venado cola blanca. Las astas se ramifican en forma dicotómica, en contraste con el venado cola blanca en el son digitiformes. La cola es poco poblada en pelo, de un color homogéneo amarillento con la punta rematada con pelos negros. Las orejas son muy grandes. Los machos adultos presentan una coloración rojiza obscura o casi negra del testuz. Tienen un tamaño similar al venado de cola blanca y un largo de cuerpo similar.

## Historial natural y ecología
Es un venado  ramoneador y pastador, y su dieta varía espacial y temporalmente estando constituida por hojas tiernas, yemas y frutos de árboles y arbustos, así como de diversas hierbas y pasto verde. Aunque es una especie adaptada a ambientes xéricos, requiere de agua la mayor parte del año y las poblaciones están influenciadas por este factor. Las épocas de apareamiento y reproducción varían un poco dependiendo la latitud, pero en general el apareamiento sucede entre diciembre y febrero; mientras que los nacimientos suceden entre agosto y septiembre después de 208 días de gestación en promedio. Dependiendo la calidad del hábitat y posiblemente de la edad de la hembra, pueden nacer hasta dos crías. Es una especie relativamente gregaria en comparación al venado cola blanca. Las hembras con crías en desarrollo y las del año anterior forman unidades sociales de dos a ocho individuos. Los machos juveniles se asocian en grupos de cuatro a diez individuos. Los machos son solitarios. Su sistema de apareamiento es la poligamia. Las áreas de actividad varían entre 14 y 45 km² para los machos, y de 2 a 18 km² para las hembras.

## Estado de conservación
No es una especie en peligro pero a nivel subespecífico se considera que O. h. cerrocensis, O. h. fulginatus, O. h. penninsulae y O. h. sheldoni se encuentran en las listas de especies en peligro de extinción.